# Luciana Littizzetto
Luciana Littizzetto (Torino, 29 ottobre 1964) è una comica, attrice, conduttrice radiofonica, conduttrice televisiva e scrittrice italiana.

## Biografia
Nata a Torino da Pietro Littizzetto e Antonietta Dezzutto, originari di Bosconero, è cresciuta nel quartiere torinese San Donato, dove nell'omonima via i genitori gestivano una latteria.
Dopo essersi diplomata in pianoforte nel 1984 presso il Conservatorio G. Verdi, sempre a Torino, ha intrapreso l'insegnamento della musica alla Scuola media statale "Carlo Levi" del quartiere Vallette, attività che l'ha tenuta occupata per nove anni e che le ha permesso di venire a contatto con situazioni che, in futuro, le hanno dato spunto per la creazione dei suoi personaggi. In quegli anni, inoltre, Luciana ha collaborato con Gioventù Operaia, il mensile della GiOC (movimento a cui aderì in quel periodo), su cui ha pubblicato i suoi primi articoli, per lo più sul mondo della scuola o recensioni musicali e cinematografiche, in cui è già percepibile lo stile ironico e disincantato che in seguito caratterizzerà il suo lavoro nello spettacolo.
Nel frattempo si è laureata in materie letterarie presso la Facoltà di Magistero dell'Università degli Studi di Torino, nel 1990, con una tesi in storia del melodramma, intitolata La mitologia della notte e della luna nel melodramma italiano del Romanticismo.
Tra il 1988 e il 1990 ha frequentato la scuola di recitazione dell'Istituto d'arte e spettacolo al circolo Dravelli di Moncalieri, all'epoca diretta da Arnoldo Foà.
Qui ha concepito i suoi primi spettacoli di cabaret, Lacrime, Sogni e Sesso, cominciando a esibirsi in alcuni locali cittadini, come il teatro Juvarra e Hiroshima Mon Amour, spesso con altri cabarettisti torinesi, come le Sorelle Suburbe, Cesare Vodani, e Beppe Braida.
Parallelamente ha iniziato l'attività di doppiaggio presso la Delta Film di Gassino Torinese, prestando la voce a personaggi di soap e telenovele. Dopo aver vinto, nel 1991, il premio "Ettore Petrolini" al Festival di cabaret Bravograzie di Aosta e dopo la partecipazione come corista, sempre nello stesso anno, a una delle canzoni del disco Càbala dei Loschi Dezi (poi divenuti Mau Mau), ha fatto parte del cast della trasmissione televisiva Avanzi di Rai Tre, condotta da Serena Dandini, guadagnando continui consensi.
Successivamente, anche aiutata da un'agenzia di Milano, ha abbandonato l'impiego di insegnante e si è dedicata a tempo pieno ai suoi spettacoli.

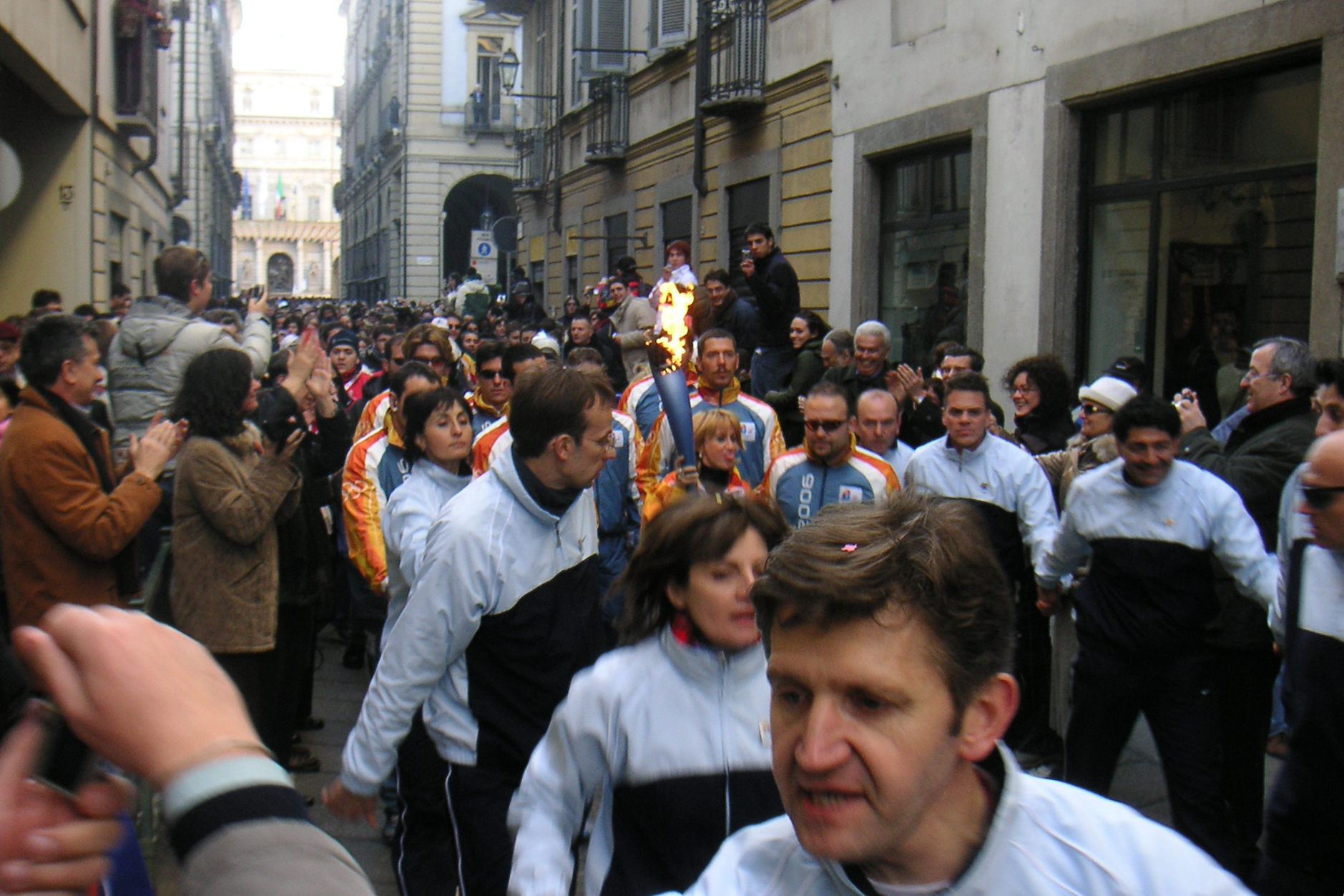
Luciana Littizzetto con la fiaccola olimpica nel 2006

Nel 1993 è tornata a teatro con lo spettacolo Parlami d'amore Manù, del quale era anche autrice dei testi. Il copione metteva in scena personaggi tipici, stravaganti vittime della società, che si rivolgevano a una misteriosa dispensatrice di aiuto per risolvere i loro dilemmi. Nello stesso anno, per la quarta edizione del Festival di Sanscemo, ha scritto un testo provocatorio, Naziskina, affidato al cabarettista torinese Cesare Vodani, che si è classificato quarto.
Lo stesso anno ha partecipato, sempre su Rai Tre, alla trasmissione Cielito lindo, condotta da Claudio Bisio e Athina Cenci, nella quale ha interpretato il personaggio di Sabrina (personaggio al quale si deve una frase divenuta un tormentone in voga in quegli anni, "Minchia, Sabbry!"). Successivamente ha esordito in radio, conducendo, assieme a Piero Chiambretti, una trasmissione per Radio Due, la Hit Parade.
Il 1995 si è aperto con la partecipazione alla trasmissione di Rai 3 Letti gemelli, con Oreste De Fornari e Gloria De Antoni, e, in estate, sempre sulla stessa rete, è stata nel cast di TV cumprà, dove ha presentato gag comiche in collaborazione con Michele Mirabella e Toni Garrani. Non si è fermata la sua attività presso Radio Due, con cui ha firmato la radiocommedia Giada, in onda fino all'estate 1996. Nel 1997 ha condotto Single, con Bruno Gambarotta, su Rai Due, per poi dedicarsi al ruolo di inviata per il programma Radio Duo, in onda da giugno a settembre dello stesso anno.
La nuova stagione è stata zeppa di impegni per la Littizzetto, che si è trovata divisa tra televisione e l'esordio al cinema: passando a Mediaset ha lavorato a Facciamo Cabaret prima e a Ciro, il figlio di Target (con Gaia De Laurentiis e Enrico Bertolino), poi; parallelamente è stata sui set di Tutti giù per terra, storia tratta dall'omonimo romanzo del torinese Giuseppe Culicchia, e del fortunatissimo film d'esordio di Aldo, Giovanni e Giacomo, Tre uomini e una gamba. Il successo l'ha lanciata in un periodo della sua carriera molto fertile: nel 1997 ha partecipato per la prima volta a numerose puntate di Mai dire gol, per poi tornare nel cast di Ciro, il figlio di Target. In aprile ha ricevuto l'incarico di condurre il programma radiofonico Titanic(a), ogni domenica dopo pranzo, che in ogni puntata aveva un colore attorno al quale la Littizzetto costruiva un monologo di un'ora. Più avanti ha esordito anche in Zelig - Facciamo cabaret, presentato da Simona Ventura, dove ha coronato una fama da comica da tempo consolidata.
I mondiali di calcio Francia 1998 le hanno dato l'occasione di improvvisarsi nuovamente inviata, stavolta per conto della Gialappa's Band; contemporaneamente è tornata in radio con un nuovo programma, dal curioso nome Quizzas. La stagione televisiva l'ha vista impegnata ancora con Mai dire gol, dove ha introdotto due nuovi personaggi molto popolari, la pianista Nives e la ninfomane Lolita.
Nel 1999 è ritornata sul set, dove ha recitato insieme con Luca Bizzarri e Paolo Kessisoglu in E allora mambo!; poi ha continuato la sua partecipazione a Mai dire gol, riproponendo la figura di Sabrina, assunta come cassiera in un fast food. L'anno si è chiuso con la pubblicazione del suo primo libro, intitolato L'agenda di Minchia Sabbry.
Il nuovo millennio si è aperto con la presenza della Littizzetto in svariate pellicole cinematografiche: oltre a recitare nel primo film della Gialappa's Band, Tutti gli uomini del deficiente, e nella seconda pellicola di Lucio Pellegrini, Tandem, è stata cosceneggiatrice e protagonista di Ravanello pallido. Tornata alla RAI, ha partecipato a Quelli che il calcio di Fabio Fazio, proponendo diversi nuovi personaggi, tra cui le celebri Babooskha e Bianca Eberni.
In ottobre, pur non corrispondendo ai canoni di quella che viene normalmente definita una vamp, è apparsa in un servizio fotografico sexy sulla rivista Max; ha scritto poi il suo secondo libro, Ti amo bastardo. Successivamente a Mediaset ha lavorato a Matricole, in onda su Italia 1, e al Maurizio Costanzo Show e nel 2001 ha condotto in radio Le parole che non ti ho chiesto, incentrato sui problemi di coppia. La sua attività di scrittrice non si è fermata e ha trovato nello stesso anno un grande slancio: dopo Un attimo, sono nuda, ha ottenuto un imprevedibile successo editoriale con Sola come un gambo di sedano, pubblicato dalla Arnoldo Mondadori Editore (oltre un milione di copie vendute).
Il libro raccoglie alcuni degli articoli che la Littizzetto ha scritto settimanalmente per Il pensiero debole, la rubrica da lei tenuta su Torino Sette, l'inserto del venerdì de La Stampa.
Nel 2002 è stata ospite di trasmissioni molto popolari, da Stasera pago io di Fiorello (in cui ha proposto una famosa rivisitazione in chiave comica della canzone Buonasera dottore di Claudia Mori) a C'è posta per te di Maria De Filippi, ma anche in Per un pugno di libri, e ancora Mai dire Domenica e Maurizio Costanzo Show. Particolarmente nota la comparsata al Festival di Sanremo 2003, dove ha baciato in diretta il conduttore Pippo Baudo.
Ha bissato la fortuna ottenuta con il libro precedente con la pubblicazione de La principessa sul pisello, sempre per la Mondadori. Sotto il profilo radiofonico è stata ingaggiata da Radio Deejay, con cui ha presentato, insieme con Paoletta, la trasmissione settimanale La Bomba. Ha cominciato inoltre a firmare degli spot pubblicitari, la cui vena umoristica è stata premiata. Nella prima parte del 2003 è tornata a lavorare con la Gialappa's Band, entrando nel cast di Mai dire Domenica, dove ha portato al successo la parodia della cartomante della Zingara e ha trasformato la pianista Nives in un'esperta sessuologa. Insieme con Davide Ferrario ha messo in scena Se devo essere sincera, film di cui è stata cosceneggiatrice e protagonista; nel cast anche Neri Marcorè.
L'anno successivo l'ha vista impegnata alla radio, dove La bomba è stata trasformata in un appuntamento quotidiano, e di nuovo nel ruolo di scrittrice: mentre i suoi due più grandi successi commerciali erano tradotti in Portogallo, Spagna, Germania, Ungheria, Russia, Repubblica Ceca e Lituania, a dicembre ha pubblicato Col cavolo (che chiuse la cosiddetta Trilogia della verdura). Prima che avvenisse la fusione tra Le Iene con Mai dire Lunedì (che ha portato alla nascita di Mai dire Iene), Luciana ne era coconduttrice a fianco di Luca e Paolo (la coppia artistica con cui esordì nel 1999 al cinema).
Dal 2005 è nel cast del programma di Fabio Fazio Che tempo che fa, appuntamento settimanale molto seguito, che le garantisce nuovo lustro: abbandonati i personaggi che l'hanno resa celebre, la Littizzetto si prodiga in monologhi comici su temi d'attualità, spesso irriverenti (di gran successo gli appelli a Camillo Ruini, al quale si rivolgeva con l'appellativo di "Eminens", parodiando il trattamento di "Eminenza", Silvio Berlusconi, detto "Sire" o "Berlu", Mario Monti, detto "Montblanc", Giorgio Napolitano, detto "Napisan", Mariastella Gelmini e Anna Maria Bernini, dette "la Gelmy e la Berny" e protagoniste di surreali siparietti). Nel corso dello stesso anno ha goduto del successo al botteghino di Manuale d'amore, di Giovanni Veronesi. Ancora impegnata alla conduzione de La bomba, stavolta affiancata da Vic, Luciana si è preparata nel frattempo alla stesura di una sceneggiatura per un film.
Nel 2006 la Littizzetto è stata confermata per l'appuntamento domenicale di Che tempo che fa e ha pubblicato un nuovo libro, Rivergination, edito da Mondadori: in breve tempo il libro ha raggiunto il primo posto tra i più venduti della settimana, confermando il grande successo editoriale della comica torinese. Anche la stagione 2007-2008 di Che tempo che fa vede ancora la comica impegnata la domenica sera. In aprile subisce un'operazione per asportare dei calcoli renali: ne approfitta per scherzare anche su questa esperienza, con dei collegamenti televisivi dalla sua casa di Torino, facendo leggere bollettini medici al limite dell'assurdo.
Nel 2007 partecipa al progetto artistico di Sophie Calle per la Biennale d'arte di Venezia "Prenez soin de vous" in cui legge la lettera inviata dall'ex fidanzato alla stessa Calle, insieme con altre 106 artiste internazionali fra cui Jeanne Moreau, Victoria Abril, Miranda Richardson, Miss Kittin e la pornostar Ovidie.
L'8 marzo 2009 è stata la protagonista assoluta del programma Che tempo che fa, con una puntata tutta dedicata alle donne.

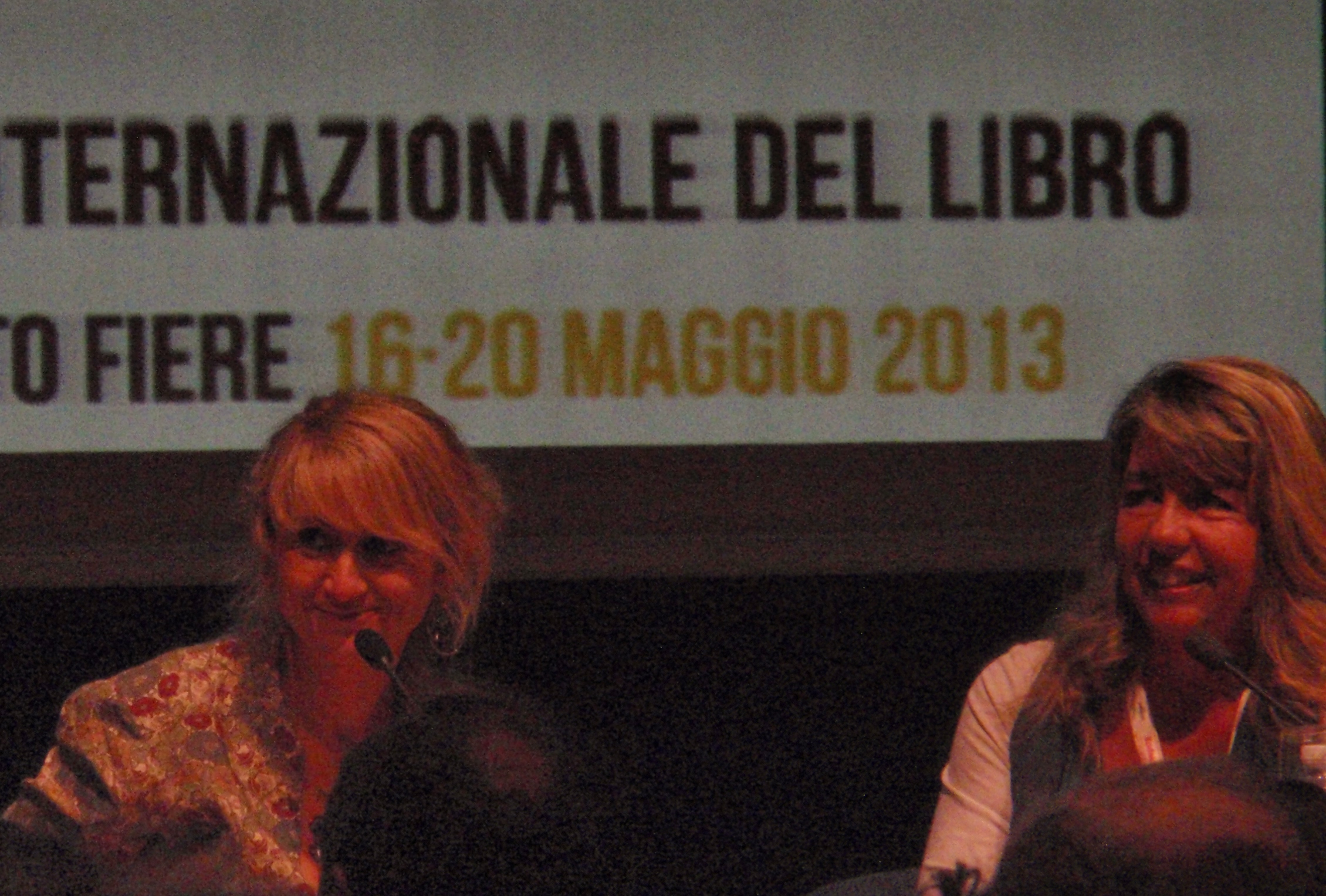
Luciana Littizzetto e la scrittrice Maria Carla Fruttero, figlia di Carlo, al Salone Internazionale del Libro di Torino 2013

Nei mesi di luglio, agosto e settembre 2010 è impegnata su due set, quello dello sceneggiato televisivo Fuoriclasse (in onda nel 2011) e quello del nuovo film di Giovanni Veronesi, Genitori & figli - Agitare bene prima dell'uso; sempre nel 2010 recita in 40% - Le mani del destino di Riccardo Jacopino.
Dal 12 al 16 febbraio 2013 presenta al fianco di Fabio Fazio la 63ª edizione del Festival di Sanremo, su Rai Uno, mentre da giugno a settembre dello stesso anno è impegnata nelle riprese della seconda stagione della fiction Fuoriclasse.
Dal 18 al 22 febbraio 2014 torna sul palco del Teatro Ariston per la seconda volta consecutiva, conducendo, sempre accanto a Fabio Fazio, la 64ª edizione del Festival di Sanremo, in onda su Rai Uno. Da marzo 2015 è una dei 4 giudici del Talent show Italia's Got Talent in onda su Sky Uno.
È stata testimonial delle pubblicità della Coop, e lo è stata anche per il relativo gestore telefonico CoopVoce.
Luciana Littizzetto aveva conosciuto Fabio Fazio a BravoGrazie nel 1991 dove era stata premiata. Successivamente hanno ripreso a lavorare insieme a Quelli che il calcio. Dopo qualche anno, nel 2005 ritornano a fare coppia fissa a Che tempo che fa e a Quello che (non) ho. Fazio ha voluto con sé la Littizzetto al Festival di Sanremo 2013 che li ha visti uscire grandi trionfatori. La coppia Fazio-Littizzetto è stata riconfermata per la conduzione del Festival di Sanremo 2014, risoltosi in un flop con solo 39% di share in media. Subito dopo la Littizzetto dichiarò di volersi prendere una pausa da Fazio dopo nove anni continuando però lo stesso a partecipare a Che tempo che fa e nel 2015 doppiando insieme con lui rispettivamente moglie e marito nel film Minions.
Il 22 novembre 2007 Luciana Littizzetto ha ricevuto dal presidente della Repubblica italiana Giorgio Napolitano il prestigioso premio De Sica, riservato alle personalità più in luce del momento nel mondo dello spettacolo e della cultura. Come consono al personaggio, la Littizzetto non ha mancato l'opportunità di uno scambio di battute con il capo dello Stato ("Napo" oppure "Napisan").
Nel 2013 e 2014 Luciana Littizzetto ha ricevuto inoltre il premio Regia Televisiva per il miglior personaggio femminile dell'anno.
Nel 2019 appare nella serie tv Romolo + Giuly: La guerra mondiale italiana, in cui interpreta Dio.
Nella giornata del 7 marzo 2021 conduce una puntata di Che tempo che fa al posto di Fabio Fazio, reduce da un intervento chirurgico.
Il 14 maggio 2023 viene comunicato il trasloco di Che tempo che fa e Fabio Fazio al gruppo Warner Bros. Discovery Italia, mantenendo fissa la presenza della Littizzetto all'interno della trasmissione che debutta con la sua ventunesima edizione il 15 ottobre 2023 sul canale Nove.
Il 23 settembre 2023 debutta su Canale 5 la decima edizione di Tu si que vales in cui la Littizzetto riveste il ruolo di giudice subentrando a Teo Mammuccari.
Nell'agosto 2024 presenta il suo libro Io mi fido di te.

## Vita privata
Nel 1997 si è legata a Davide Graziano, ex batterista degli Africa Unite; la coppia ha avuto due figli in affido.
Nel dicembre 2018 Luciana Littizzetto e Davide Graziano si sono separati.
Nel 2022 Littizzetto ha accolto una terza figlia in affido, da single.
È tifosa della Juventus.

## Filmografia

### Cinema
- Tutti giù per terra, regia di Davide Ferrario (1997)
- Tre uomini e una gamba, regia di Massimo Venier (1997)
- Scomparsa, regia di Andrea Bolioli, Alberto Marini e Claudia Pavan (1998)
- Svitati, regia di Ezio Greggio (1999)
- E allora mambo!, regia di Lucio Pellegrini (1999)
- La grande prugna, regia di Claudio Malaponti (1999)
- Tutti gli uomini del deficiente, regia di Paolo Costella (1999)
- Tandem, regia di Lucio Pellegrini (2000)
- Ravanello pallido, regia di Gianni Costantino (2001)
- Se devo essere sincera, regia di Davide Ferrario (2004)
- Natale a casa Deejay , regia di Lorenzo Bassano (2004)
- Manuale d'amore, regia di Giovanni Veronesi (2005)
- Cover Boy - L'ultima rivoluzione, regia di Carmine Amoroso (2006)
- Ripopolare la reggia , regia di Peter Greenaway (2007)
- Prenez soin de vous, regia di Sophie Calle (2007)
- Tutta colpa di Giuda, regia di Davide Ferrario (2009)
- Genitori & figli - Agitare bene prima dell'uso, regia di Giovanni Veronesi (2010)
- Matrimoni e altri disastri, regia di Nina Di Majo (2010)
- Maschi contro femmine, regia di Fausto Brizzi (2010)
- 40% - Le mani del destino, regia di Riccardo Jacopino (2010)
- Femmine contro maschi, regia di Fausto Brizzi (2011)
- Il giorno in più, regia di Massimo Venier (2011)
- È nata una star?, regia di Lucio Pellegrini (2012)
- Aspirante vedovo, regia di Massimo Venier (2013)
- Io che amo solo te, regia di Marco Ponti (2015)
- Al massimo ribasso, regia di Riccardo Jacopino (2017)

### Televisione
- Camera Café – serie TV, 4 episodi (2003-2017)
- Pinocchio, regia di Alberto Sironi – miniserie TV (2009)
- Non pensarci - La serie – serie TV, episodio 1x01-1x03 (2009)
- Fuoriclasse – serie TV (2011-2015)
- Romolo + Giuly: La guerra mondiale italiana – serie TV, 18 episodi (2018-2019)
- Foodie Love – serie TV (2019)[32]

## Doppiaggio

### Film
- Lisa Kudrow e Jacob Vargas ne Il dottor Dolittle 2

### Televisione
- Christie Clark in Il tempo della nostra vita
- Daniela Redin in Stellina
- Nailea Norvind in Marcellina

### Animazione
- Giudice Grazia Negata in I Simpson (1^ voce)
- Bridget in Uno zoo in fuga
- Moto M1 in Quarantasei
- Paolina in Il Generale e i Fratellini d'Italia
- La Regina Vittoria in Pirati! Briganti da strapazzo
- Scarlett Sterminator in Minions
- Pinuccia Aragosta in Luca
- Grande Madre in Ainbo - Spirito dell'Amazzonia

## Programmi televisivi
- BravoGrazie (Italia 7, 1991)
- Avanzi (Rai 3, 1991)
- Su la testa! (Rai 3, 1992)
- Cielito lindo (Rai 3, 1993)
- Letti gemelli (Rai 3, 1995)
- TV cumprà (Rai 3, 1995)
- Zelig (Italia 1, 1997)
- Ciro, il figlio di Target (Italia 1, 1997-1998, 2004)
- Mai dire Gol (Italia 1, 1997-2000)
- Quelli che il calcio (Rai 2, 2000-2001)
- Maurizio Costanzo Show (Canale 5, 2000-2001)
- Prima serata (LA7, 2001)
- Cari amici miei (Italia 1,  2001)
- Mai dire Domenica (Italia 1, 2002)
- Le iene (Italia 1, 2004-2005)
- Che tempo che fa (Rai 3, 2005-2017, 2020-2023; Rai 1, 2017-2019; Rai 2, 2019-2020; Nove, dal 2023)
- Quello che (non) ho (LA7, 2012)
- Festival di Sanremo 2013 (Rai 1)
- Festival di Sanremo 2014 (Rai 1)
- Italia's Got Talent (Sky Uno, TV8, 2015-2017) - Giudice
- Stasera Casa Mika (Rai 2, 2017)
- Dinner Club (Prime Video, 2021-2023)
- Tú sí que vales (Canale 5, dal 2023) Giudice

## Radio
- Hit Parade (Rai Radio 2, 1994)
- Giada (Rai Radio 2, 1995-1996)
- Single (Rai Radio 2, 1997)
- Radio Duo (Rai Radio 2, 1997)
- Le parole che non ti ho mai chiesto (Rai Radio 2, 2001)
- La bomba (Radio Deejay, dal 2002)

## Pubblicità
- Coop e CoopVoce (2007/2008)
- Swiffer  (2020-2023)

## Libri
- Minchia Sabbry! 365 giorni di storie acide, Milano, Sperling & Kupfer, 1994. ISBN 88-200-1884-5; Milano, Baldini & Castoldi, 1999. ISBN 88-8089-654-7.
- Ti amo bastardo, Milano, Zelig, 1998. ISBN 88-86471-81-5.
- Un attimo, sono nuda, con Roberta Corradin, Casale Monferrato, Piemme, 1999. ISBN 88-384-4418-8.
- Sola come un gambo di sedano, Milano, Mondadori, 2001. ISBN 88-04-49509-X.
- La principessa sul pisello, Milano, Mondadori, 2002. ISBN 88-04-49508-1.
- Col cavolo, Milano, Mondadori, 2004. ISBN 88-04-53589-X.
- Rivergination, Milano, Mondadori, 2006. ISBN 88-04-56070-3.
- Che Litti che Fazio. I duetti più divertenti di Che tempo che fa, con Fabio Fazio, con 2 DVD, Milano-Roma, Mondadori-Rai Trade, 2007. ISBN 978-88-04-57593-1.
- La Jolanda furiosa, Milano, Mondadori, 2008. ISBN 978-88-04-58341-7.
- I dolori del giovane Walter, Milano, Mondadori, 2010. ISBN 978-88-04-59814-5.
- Che Litti che Fazio 2. I nuovi strepitosi duetti di Che tempo che fa, con Fabio Fazio, con 2 DVD, Milano-Roma, Mondadori-Rai Trade, 2010. ISBN 978-88-04-60004-6.
- L'educazione delle fanciulle. Dialogo tra due signorine perbene, con Franca Valeri, Torino, Einaudi, 2011. ISBN 978-88-06-20943-8.
- Madama Sbatterflay, Milano, Mondadori, 2012. ISBN 978-88-04-62400-4.
- L'incredibile Urka, Milano, Mondadori, 2014. ISBN 978-88-520-5773-1.
- La bella addormentata in quel posto, Milano, Mondadori, 2016. ISBN 978-88-046-7252-4.
- Ogni cosa è fulminata. Alla ricerca delle Picicì (Piccole Cose Certe), Milano, Mondadori, 2018. ISBN 978-88-04-70815-5.
- Io mi fido di te. Storia dei miei figli nati dal cuore, Milano, Mondadori, 2021.